# Ooctonus dovrensis
Ooctonus dovrensis är en stekelart som beskrevs av Alan Solem och Sveum 1980. Ooctonus dovrensis ingår i släktet Ooctonus och familjen dvärgsteklar.
Artens utbredningsområde är Norge. Inga underarter finns listade i Catalogue of Life.